# Ubuntu Kylin
Ubuntu Kylin là phiên bản tiếng Trung Quốc chính thức của Ubuntu.
Nó được mô tả như một "sự tiếp nối của Kylin OS của Trung Quốc ". Năm 2013, Canonical đạt được một thỏa thuận với Bộ Công nghiệp và Công nghệ Thông tin Trung Quốc để cùng tạo ra và phát hành một OS dựa trên Ubuntu với các tính năng nhắm đến thị trường Trung Quốc. Ubuntu Kylin được phát triển cho máy desktop và laptop.
Phát hành chính thức đầu tiên, Ubuntu Kylin 13.04, được phát hành vào 25/4/2013, cùng một ngày với Ubuntu 13.04. Với các tính năng gồm bộ gõ tiếng Hán, lịch Trung Quốc và thanh thông tin thời tiết, âm nhạc trực tuyến được tìm kiếm từ Dash.
Trong phiên bản 14.10, nó có thêm Ubuntu Kylin Software Center (UKSC) và một công cụ hỗ trợ người dùng trong các tác vụ máy tính hàng ngày có tên gọi Youker Assistant.
Nhóm nghiên cứu cũng hợp tác với Sogou để phát triển bộ gõ Sogou Input Method for Linux. Vì nó là mã nguồn đóng, nên nó không được đóng gói cùng với Ubuntu Kylin, nhưng người dùng có thể tải về từ UKSC hoặc website của Sogou.

## Lịch sử phát hành
Phiên bản hiện tại là 15.10 với bản long term support (LTS) mới nhất là: 14.04 LTS.
| Phiên bản | Tên mã           | Ngày phát hành | Hỗ trợ đến | Phiên bản Kernel |
| --------- | ---------------- | -------------- | ---------- | ---------------- |
| 13.04     | Raring Ringtail  | 25/4/2013      | 27/1/2014  | 3.8              |
| 13.10     | Saucy Salamander | 17/10/2013     | 17/7/2014  | 3.11             |
| 14.04 LTS | Trusty Tahr      | 17/4/2014      | 4/2019     | 3.13             |
| 14.10     | Utopic Unicorn   | 23/10/2014     | 6/2015     | 3.16             |
| 15.04     | Vivid Vervet     | 23/4/2015      | 1/2016     | 3.19             |
| 15.10     | Wily Werewolf    | 22/10/2015     | 7/2016     | 4.2              |
| 16.04 LTS | Xenial Xerus     | 21/4/2016      | N/A        |                  |